# هورلی (حوزه سرشماری)، نیویورک
هورلی (به انگلیسی: Hurley) یک منطقهٔ مسکونی در ایالات متحده آمریکا است که در شهرستان اولستر، نیویورک واقع شده‌است. هورلی ۱۴٫۳ کیلومتر مربع مساحت و ۳٬۴۵۸ نفر جمعیت دارد و ۶۰ متر بالاتر از سطح دریا واقع شده‌است.